# 황즈셴 (배우)
황즈셴(黃智賢, 황지현, 영문명은 Ben Wong, 1967년 10월 20일 ~ )은 중화인민공화국 홍콩 특별행정구의 연극배우, 영화배우, 텔레비전 연기자이다.

## 생애
영국령 홍콩에서 출생하여 지난날 한때 중화인민공화국 광둥성 광저우에서 잠시 유아기를 보낸 적이 있으며 신장은 178cm이고 체중은 65kg인 그는 1989년 연극배우로 첫 데뷔하였으며 1993년 텔레비전 드라마에 첫 출연하였고 1994년 홍콩 영화 《비호웅풍(飛虎雄風)》의 단역 출연을 통하여 영화배우 데뷔하였다.

## TV 드라마
- 사조영웅전 (1994년)
- 궁심계

## 영화
- 홍콩 레옹
- 탈명금: 사라진 천만 달러의 행방
- 파이어스톰 (2013년 영화)